# Духовные учебные заведения
Духовные учебные заведения — учебные заведения для подготовки теологов. Одинаково присутствуют в истории христианской цивилизации (у католиков, православных и протестантов).
Известные в истории типы указанных заведений это бурсы, семинарии, училища, коллегии, институты, университеты, академии, школы.
Религиозные учебные заведения присутствуют также в исламе (например медресе), в иудаизме (например иешива) и независимо от конфессии в других религиях.